# Touch rugby
El touch rugby, rugby sin contacto o simplemente touch es una variante del rugby en la que el tackle es reemplazado por un toque suave con la mano en el cuerpo del rival, siendo mínimo el contacto entre jugadores. Las reglas varían considerablemente, según sea la entidad que lo organiza. El deporte nació fuera del ámbito de la World Rugby y las federaciones que la integran, que no mostraron interés en el mismo, razón por la cual se formó la Federación Internacional de Touch (FIT), que estipuló una serie de reglas de aplicación internacional, por las cuales cada vez que un jugador es tocado, debe dejar la pelota en el suelo, para que sea tomada por un compañero, con el objetivo de llegar a la línea final del adversario antes de ser tocados seis veces, en cuyo caso la pelota pasa a manos del equipo contrario. Más recientemente, la World Rugby cambió su postura y estableció un conjunto de reglas, pero solo para la práctica recreativa.[cita requerida]
Las principales características de este deporte es la sencillez en las reglas, comparadas con las de otras modalidades del rugby (no hay placajes (tackles), melees (scrums), rucks, mauls, lines outs ni conversiones), los requisitos mínimos en el equipamiento y el mínimo contacto. Existen diversas categorías, por edades o por sexos, existiendo en este caso las categorías masculina, femenina y mixta.[cita requerida]
Bajo la égida de la FIT se organizan diversos campeonatos internacionales en este deporte, como la Copa Mundial de Touch, la Copa Mundial Juvenil, la Copa de Campeones Europea de Rugby, la Trans Tasman (Australia y Nueva Zelanda), la Copa Asiática y los Juegos Pacíficos. La Copa del Mundo se realiza desde 1988 y en ella compiten, en distintas modalidades, unas 27 selecciones: Australia, Austria, Bélgica, Cataluña,Chile,Islas Cook, Inglaterra, Fiyi, Francia, Alemania, Guernsey, Hungría, Irlanda, Italia, Japón, Jersey, Luxemburgo, Países Bajos, Nueva Zelanda, Niue, Escocia, Singapur, Sudáfrica, España, Suiza, Estados Unidos y Gales. La última Copa Mundial se realizó en 2024 [Nottingham,Eng] , en la que Australia resultó vencedora en las tres competencias abiertas (femenina, masculina y mixta), y las selecciones de Nueva Zelanda fueron subcampeonas.

## Reglas generales

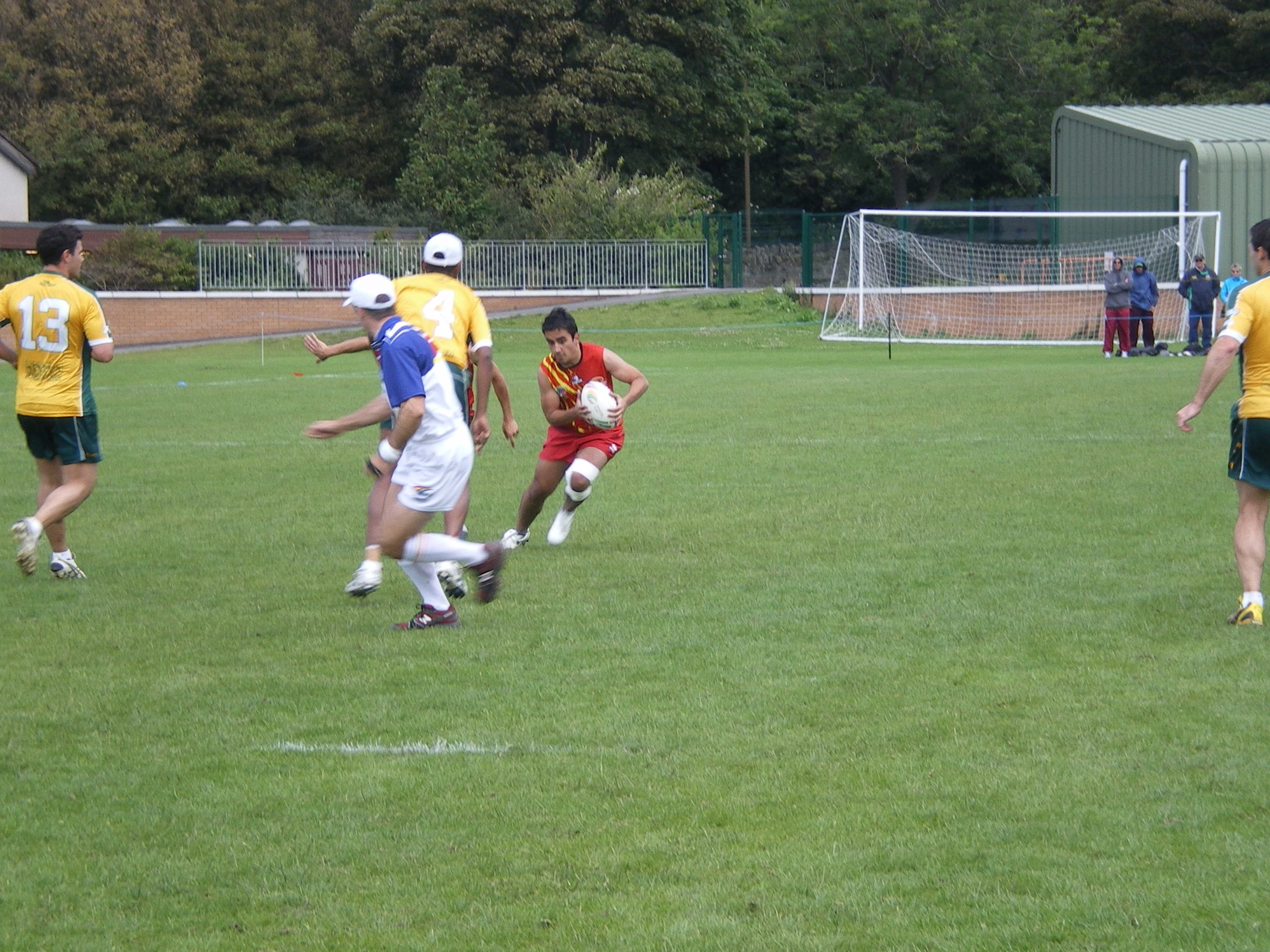
Encuentro de touch rugby en el mundial de 2011

La FIT contempla tres modalidades reguladas del touch rugby: en campo abierto, indoor y playa.
- Campo: se juega en una cancha de 70 metros de largo entre ambas línea de try y 50 metros de ancho. No se necesitan arcos (palos).
- Equipos: cada equipo tiene seis jugadores en cancha y hasta ocho suplentes. En los partidos mixtos no puede haber más de tres hombres en la cancha.
- Pelota: se juega con una pelota ovalada.
- Objetivo del juego: el equipo en posesión debe intentar marcar un try, apoyando la pelota en o detrás de la línea de try, antes de ser «tocado» seis veces y sin que la pelota caiga al suelo o sea interceptada. Cada vez que un jugador resulta «tocado», debe hacer un rollball, poniendo de inmediato la pelota en el suelo, entre sus pies, y pasando por encima de ella, o haciéndola rodar suavemente un breve trecho hacia atrás, para que sea tomada por cualquier otro jugador del mismo equipo, que será denominado «medio».
- Un jugador resulta «tocado» cuando se produce cualquier contacto con un jugador del equipo contrario, incluyendo la pelota. El jugador que realizó el toque debe gritar touch (tach).
- El «medio» puede correr con la pelota, pero no puede marcar un try ni puede ser tocado, de lo contrario su equipo pierde la posesión. En cuanto pasa la pelota, deja de ser «medio».
- La pelota no puede ser pasada, ni pateada hacia adelante.
- Cada vez que el equipo atacante comienza el juego o lo recomienza luego de un try, el equipo defensor debe retroceder al menos 10 metros.
- Cada vez que el equipo atacante continúa el juego luego de un toque, el equipo defensor debe retroceder al menos 5 metros.
- Puntos: se otorga un punto cuando un jugador apoya la pelota en la zona denominada in-goal. El medio scrum (el jugador que coge la pelota del suelo después de un rollball) puede entrar con el balón en el in-goal, pero no puede marcar. Después de que un equipo haya marcado, se reanuda el juego con un tap desde el centro del campo por parte del equipo que ha recibido el tanto.
- Duración del partido: el partido dura 40 minutos, en dos tiempos de 20 minutos, y un descanso entre ambos. La duración puede variar en los partidos de ámbito nacional o local.

## Principios generales del juego
- Avanzar: En ataque, el objetivo es marcar más puntos que el equipo contrario, por esto es fundamental avanzar hacia la línea de marca. En ocasiones es buena táctica avanzar hacia las líneas laterales para abrir más espacios para los siguientes ataques.
- En defensa: Hay que intentar reducir el terreno y el tiempo del atacante avanzando hacia él y tocándolo. Cuanto más rápido sube la defensa más terreno se gana respecto a la línea de gol.
- Apoyar siempre al portador del balón: Un apoyo cercano al portador dará más opciones de ataque y más tiempo de posesión del balón. Apoyarle significa evitar perder metros ganados con un pase a un compañero que se encuentra demasiado retrasado. Hay que tener en cuenta que están permitidos los pases laterales y pueden convertirse en pases muy eficientes. Es importante cambiar jugadores con frecuencia, unas piernas frescas en el campo pueden significar la diferencia entre ganar o perder. Tras marcar un punto es bueno cambiar varios jugadores para mantener la intensidad.